# Chief Thundercloud
Chief Thundercloud (12 de abril de 1899 – 1 de diciembre de 1955) fue un actor estadounidense de carácter, especializado en el género western.

## Biografía
Su verdadero nombre era Victor Daniels, y nació en el Condado de Muskogee, Oklahoma. Su título de "Chief (Jefe)" fue una invención de Hollywood.
La información sobre Thundercloud es vaga. La mayor parte de las biografías afirman que era de sangre Cherokee (o Creek), aunque otras mantienen que tenía también antepasados alemanes, escoceses y/o irlandeses; también se afirma que estudió en la Universidad de Arizona, aunque no existen datos acerca de ello. El material promocional de The Lone Ranger Rides Again anunciaba que sus padres eran "Dark Cloud y Morning Star, aristócratas de la tribu Muskogee", pero su certificado de defunción dice que su padre era "Joseph Mahawa."
Daniels trabajó en diversas ocupaciones hasta poder hacerlo como especialista cinematográfico. A partir de entonces consiguió llegar al estatus de actor de carácter. Hizo el papel del título en Geronimo (1939) y encarnó a Tonto en los seriales de Republic Pictures The Lone Ranger (1938) y The Lone Ranger Rides Again (1939).
En sus últimos años, junto a otros actores del western, trabajó en espectáculos representados en el rancho Corriganville, una propiedad especializada en todo lo relativo a dicho género.
Chief Thundercloud falleció en 1955 a causa de un cáncer de estómago en Ventura (California). Fue enterrado en el Cementerio Forest Lawn Memorial Park de Glendale, California.